# Francesco Sandrini
Francesco Sandrini (* 14. Oktober 1984) ist ein ehemaliger italienischer Snowboarder. Er startete in der Disziplin Snowboardcross.

## Werdegang
Sandrini startete im Januar 2001 am Kronplatz erstmals im Snowboard-Weltcup und errang dabei den 55. Platz. Im folgenden Jahr holte er bei den Juniorenweltmeisterschaften in Rovaniemi die Goldmedaille. Nachdem er zu Beginn der Saison 2002/03 in Valle Nevado mit dem zehnten Platz seine erste Top-Zehn-Platzierung errang, erreichte er in Berchtesgaden mit dem zweiten Platz seine einzige Podestplatzierung im Weltcup und zum Saisonende mit dem neunten Platz im Snowboardcross-Weltcup sein bestes Gesamtergebnis. Beim Saisonhöhepunkt, den Snowboard-Weltmeisterschaften 2003 am Kreischberg, fuhr er auf den 19. Platz. Bei den nachfolgenden Juniorenweltmeisterschaften 2003 in Prato Nevoso gewann er erneut die Goldmedaille. In der folgenden Saison belegte er den 22. Platz im Snowboardcross-Weltcup und holte bei den Juniorenweltmeisterschaften 2004 in Oberwiesenthal die Silbermedaille. Zudem gewann er mit je einem ersten und dritten Platz die Snowboardcross-Wertung des Europacups. In den folgenden Jahren wurde er Anfang April 2005 italienischer Meister im Snowboardcross und holte im Januar 2006 in Vars seinen zweiten und damit letzten Sieg im Europacup. Seinen 32. und damit letzten Weltcup absolvierte er im März 2010 in Chiesa in Valmalenco, welchen er auf dem 50. Platz beendete.

## Weltcup-Gesamtplatzierungen
| Saison  | Gesamt | Gesamt | Snowboardcross | Snowboardcross |
| Saison  | Punkte | Platz  | Punkte         | Platz          |
| ------- | ------ | ------ | -------------- | -------------- |
| 2001/02 | -      | -      | 760            | 24.            |
| 2002/03 | -      | -      | 1758           | 8.             |
| 2003/04 | -      | -      | 1210           | 22.            |
| 2004/05 | -      | -      | 41             | 64.            |
| 2005/06 | 1370   | 65.    | 1370           | 23.            |
| 2009/10 | 16     | 341.   | 16             | 80.            |